# Marek Przybylski
Marek Przybylski (ur. 1946, zm. 5 lutego 2021 w Poznaniu) – polski dziennikarz, redaktor naczelny i inwestor medialny.
Był absolwentem Akademii Rolniczej w Poznaniu i Uniwersytetu im. A. Mickiewicza. Podczas studiów współpracował m.in. z "UD", "Politechnikiem", "Studentem" oraz "itd". Działał też w Klubie Dziennikarzy Studenckich i Klubie Studenckim "Od Nowa". W 1970 zatrudniony został w redakcji "Głosu Wielkopolskiego", którego redaktorem naczelnym został w 1990 (później również był prezesem Oficyny Wydawniczej Głos Wielkopolski, również współwłaścicielem z Piotrem Voelkelem). Pod jego zarządem Głos Wielkopolski stał się największym dziennikiem regionalnym w Polsce (miała np. korespondentów zagranicznych). Był organizatorem "Obiadów w Głosie", na które zapraszano przedstawicieli świata polityki, gospodarki i kultury. W ciągu 15 lat wzięło w nich udział 200 postaci. Był pomysłodawcą i założycielem Wyższej Szkoły Nauk Humanistycznych i Dziennikarstwa w Poznaniu, a także współzałożycielem i prezesem Instytutu Edukacji Europejskiej. W jego ramach stworzył autorski projekt Konwersatorium Europejsko-Samorządowego - platformę edukacyjną dla pracowników instytucji publicznych, państwowych, samorządowych i biznesowych. Inwestował w branży medialnej (był udziałowcem Wielkopolskiej Telewizji Kablowej i prezesem rady nadzorczej oraz współwłaścicielem Radia Kiss FM). Pracę w Głosie Wielkopolskim zakończył w 2003, a w Oficynie Wydawniczej w 2005 (została wykupiona przez Polskapresse).
Stworzył kolekcję sztuki współczesnej. Premier Jerzy Buzek uhonorował go tytułem Mecenasa Kultury 2000.
Zmarł po długiej chorobie. Pochowano go na cmentarzu junikowskim.